# Granja de Torrehermosa (kommun)
Granja de Torrehermosa är en kommun i Spanien.   Den ligger i provinsen Provincia de Badajoz och regionen Extremadura, i den centrala delen av landet, 280 km sydväst om huvudstaden Madrid. Antalet invånare är 2 269.